# میریان گیورگادزه
میریان گیورگادزه (گرجی: მირიან გიორგაძე؛ زادهٔ ۲۵ مارس ۱۹۷۶) کشتی‌گیر اهل گرجستان است.